# 2677 Joan
A 2677 Joan (ideiglenes jelöléssel 1935 FF) a Naprendszer kisbolygóövében található aszteroida. Marguerite Laugier fedezte fel 1935. március 25-én.